# Province du Chapare
La province du Chapare est une des 16 provinces du département de Cochabamba, en Bolivie. Son chef-lieu est la ville de Sacaba.

## Géographie

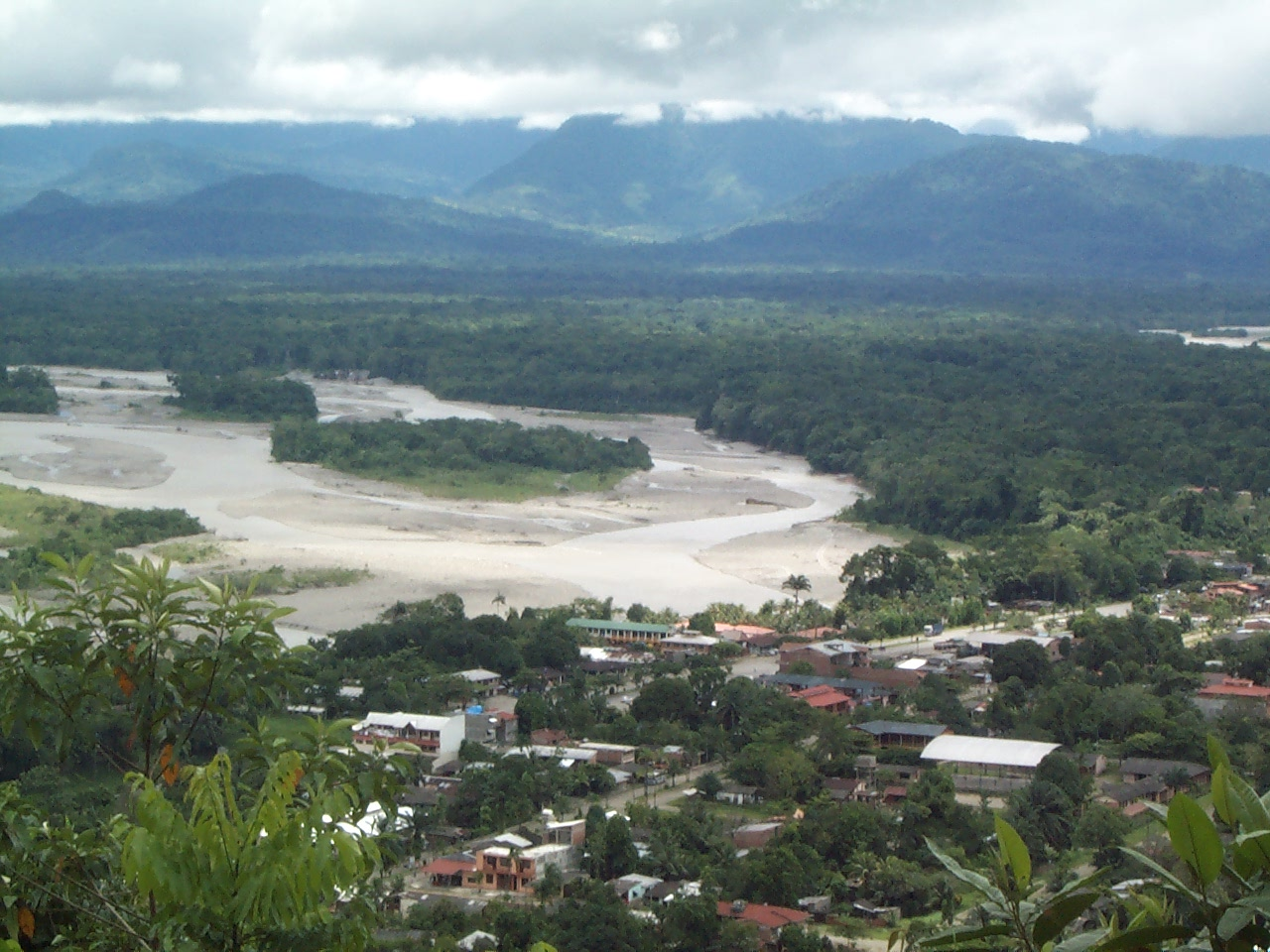
Villa Tunari et le Río Chapare en arrière-plan.

Il s'agit d'une province rurale située au nord du département, dans la zone dite du « tropique de Cochabamba », au centre de la Bolivie, à la jonction des Andes et de l'Amazonie. La majeure partie du territoire est couverte de forêts tropicales humides ainsi que de vallées qui entourent la rivière principale de la région, le río Chapare, un affluent du río Mamoré. La région se caractérise par la richesse de sa faune et de sa flore. Elle est aussi une des zones les plus pluvieuses de la terre avec des précipitations moyennes annuelles de 5 850 mm.

## Histoire
La province est créée par décret le 10 juin 1854, alors que le général Manuel Isidoro Belzu est au pouvoir. Elle est ensuite englobée dans la province de Cercado puis, est rétablie le 31 décembre 1888 sous le gouvernement d´Aniceto Arce.
Le Chaparé est au début du XXe siècle, une région très faiblement peuplée, habité par les amérindiens Yuracare. Une colonisation depuis les hautes vallées de Cochabamba commence entre les années 1920 et 1940, mais elle demeure de faible ampleur en raison des mauvais accès dont elle bénéficie, soit principalement constitués de chemins muletiers, ce qui empêche les colons d'écouler leur production. Le processus de colonisation des terres du Chapare connait un développement considérable entre le milieu des années 1970 et le début des années 1990. Favorisé par la construction d'un nouvel axe routier entre Cochabamba et Santa Cruz, il est aussi la conséquence de deux évènements; une forte sécheresse en 1983 qui oblige de centaines de familles de l'altiplano (dont celle du futur président Evo Morales) à fuir pour s'établir sur de nouvelles terres et un décret concernant la restructuration de l'industrie minière pris par le gouvernement de Víctor Paz Estenssoro en 1985 dans un contexte d'hyperinflation qui se traduit par la mise au chômage de 20 000 mineurs. Beaucoup s'installeront dans le Chapare.

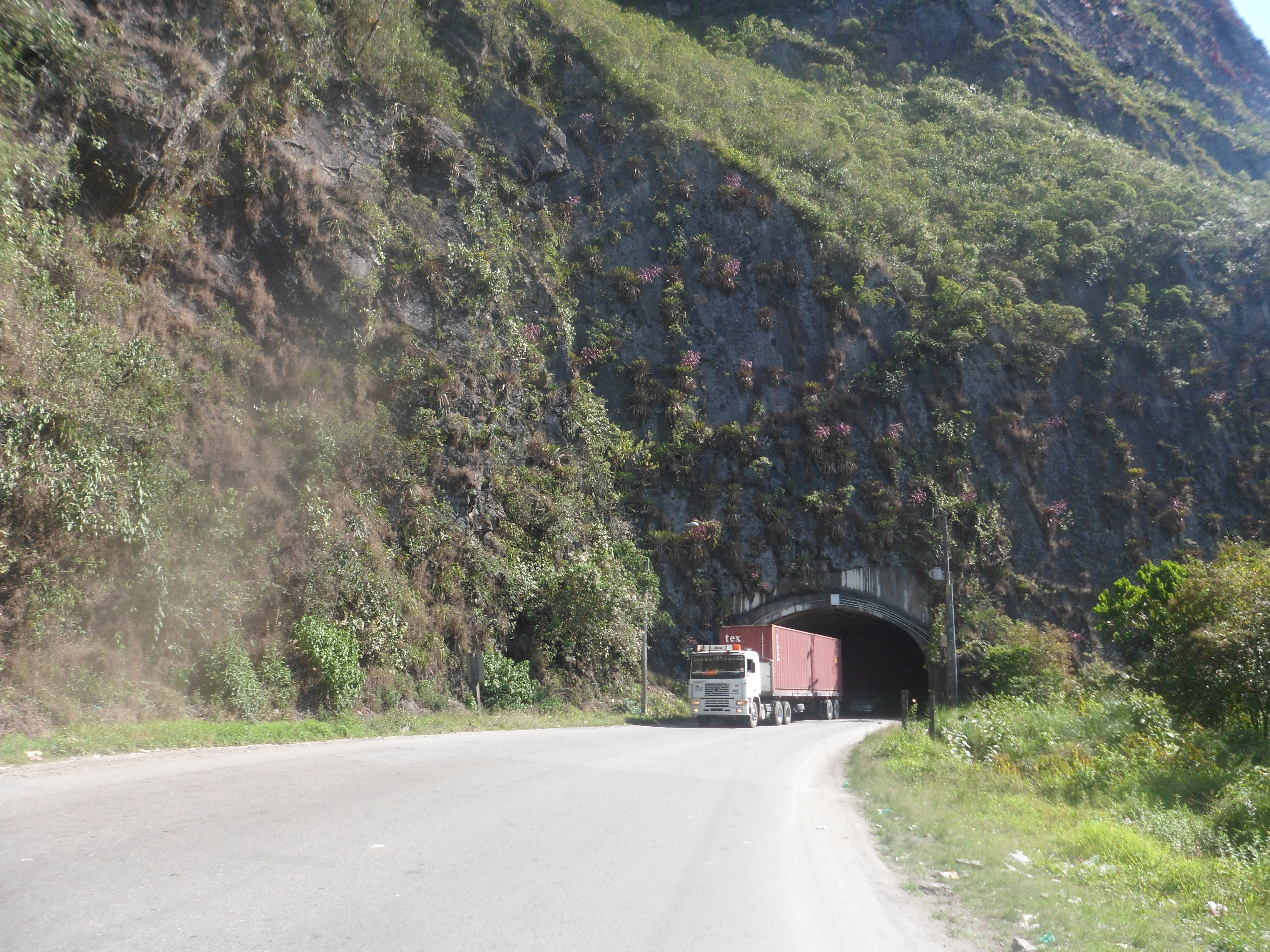
Route et tunnel dans le Chapare.

Les colons, dont beaucoup sont de langue quechua et d'autres de langue aymara s'adonnent principalement à la culture de la coca. Dans le milieu des années 1970, Villa Tunari devient un centre de distribution de la coca et ce produit devient le moteur économique de la région au milieu des années 1980,. Contrairement à la zone des Yungas du département de La Paz où la coca est destinée au marché local, la mastication des feuilles de cette plante étant traditionnelle en Bolivie, la coca produite dans le Chapare est majoritairement destinée à la production de cocaïne, une drogue alors en usage croissant dans le monde occidental. Cette culture offre plusieurs avantages pour les colons du Chapare, elle leur assure des revenus substantiels, s'apprend rapidement, nécessite beaucoup de main-d'œuvre, donne plusieurs récoltes par an et est facile à transporter.
Lorsque les colons établissent une nouvelle communauté, ils fondent un syndicat qui sert de base à l'organisation. C'est cette institution qui s'occupe du partage des terres, de la régulation de la force de travail, et plus généralement de la gestion de la vie quotidienne, y compris des problèmes conjugaux. En échange du lopin de terre qu'il reçoit, le migrant est astreint par le syndicat à diverses tâches communautaires, à la construction de l'école, à la maintenance des chemins. La participation aux luttes sociales, manifestations, blocage de routes ainsi que l'assistance aux réunions syndicales est obligatoire.
Le Chapare a été la cible principale pour l'éradication de la coca avec de nombreux affrontements entre la DEA et les cocaleros. La loi a par la suite été modifiée à la suite d'un accord conclu entre Evo Morales et l'ancien président Carlos Mesa, qui permet à la région d'accroître la limite de coca cultivée chaque année.
Depuis lors, la production de la coca est contrôlée par la DEA et la Fuerza Especial de Lucha Contra el Narcotrafico (FELCN), force spéciale de lutte contre le trafic de drogues.

## Démographie
Le tableau suivant présente l'évolution démographique de la province du Chapare :
| 1900   | 1950   | 1976   | 1992    | 2001    | 2012    | 2022 |
| ------ | ------ | ------ | ------- | ------- | ------- | ---- |
| 24 875 | 36 924 | 57 718 | 131 727 | 187 358 | 263 137 | -    |

## Liste des municipalités
La province de Chapare est divisée en trois municipalités :
- Sacaba (172 466 habitants (2012))
- Colomi (19 285 habitants (2012))
- Villa Tunari (71 386 habitants (2012))